# Angela Gossow

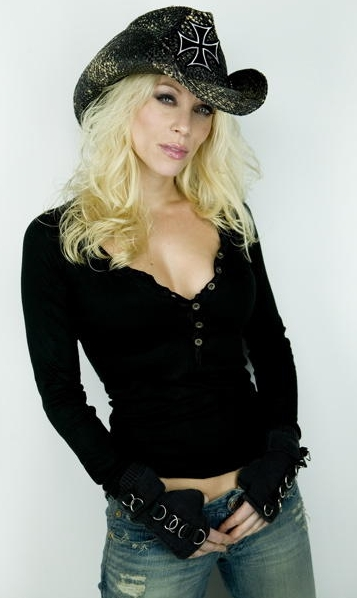
Angela Gossow

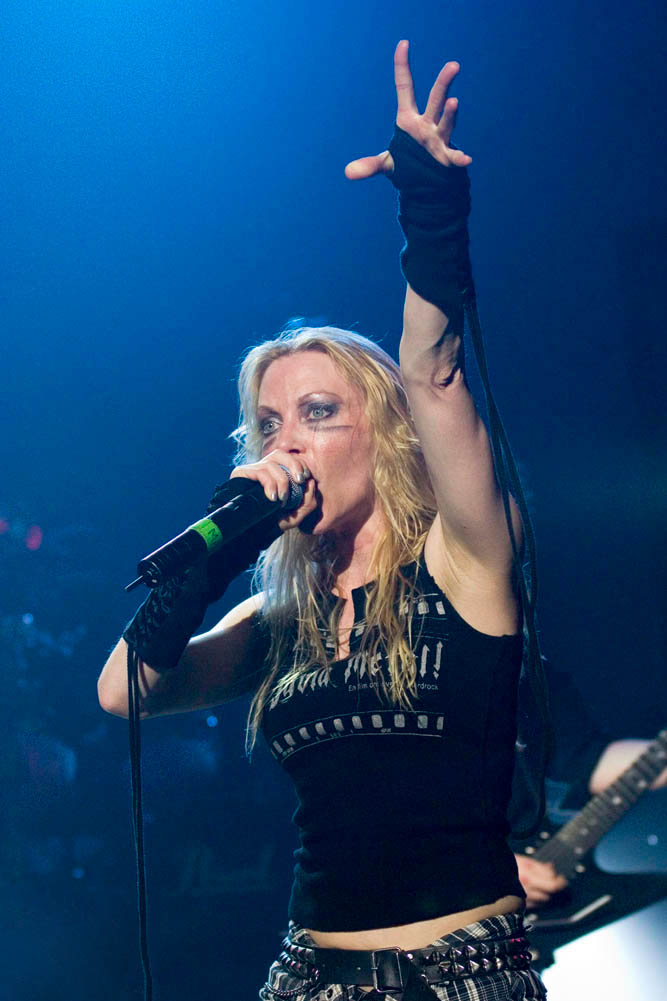
Angela Gossow, 2007

Angela Nathalie Gossow (Keulen, 5 november 1974) is een Duitse journaliste, songwriter en deathmetal-vocaliste. Zij maakte sinds november 2000 deel uit van de Zweedse melodieuzedeathmetalband Arch Enemy.
Voordien schreef ze voor Duitse webzines en maakte ze deel uit van de groepen Asmodina en Mistress. Zij gebruikt het grunten als zangstijl, bekend uit de deathmetal.
Ze is een veganist en beschouwt zichzelf op politiek vlak als een anarchist, maar stemt "om er zeker van te zijn dat rechts niet aan de macht komt." Ze is ook een atheïst.
In maart 2014 heeft ze de band verlaten om zich meer op andere dingen te kunnen richten. Ze blijft wel business manager voor Arch Enemy.

## Discografie
Met Asmodina
- Your Hidden Fear (demo, nov. 1992)
- The Story of the True Human Personality (demo, feb. 1994)
- Children of Tomorrow (promotie-cd, feb. 1996)
- Inferno (cd, 1997)

Met Mistress
- Mistress (promotie-tape, dec. 1998)
- Worship the Temptress (demo, mrt 1999)
- Party in Hell (demo, sept. 2000)

Met Arch Enemy
- Wages of Sin (2001)
- Burning Angel (2002, ep)
- Anthems of Rebellion (2003)
- Dead Eyes See No Future (2004, ep)
- Doomsday Machine (2005)
- Live Apocalypse (2006, dvd)
- Revolution Begins (2007, ep)
- Rise of the Tyrant (2007)
- Tyrants of the Rising Sun (2008, dvd/cd)
- The Root of all Evil (2009, dvd/cd)
- Khaos Legions (2011)